# Marie Boßler

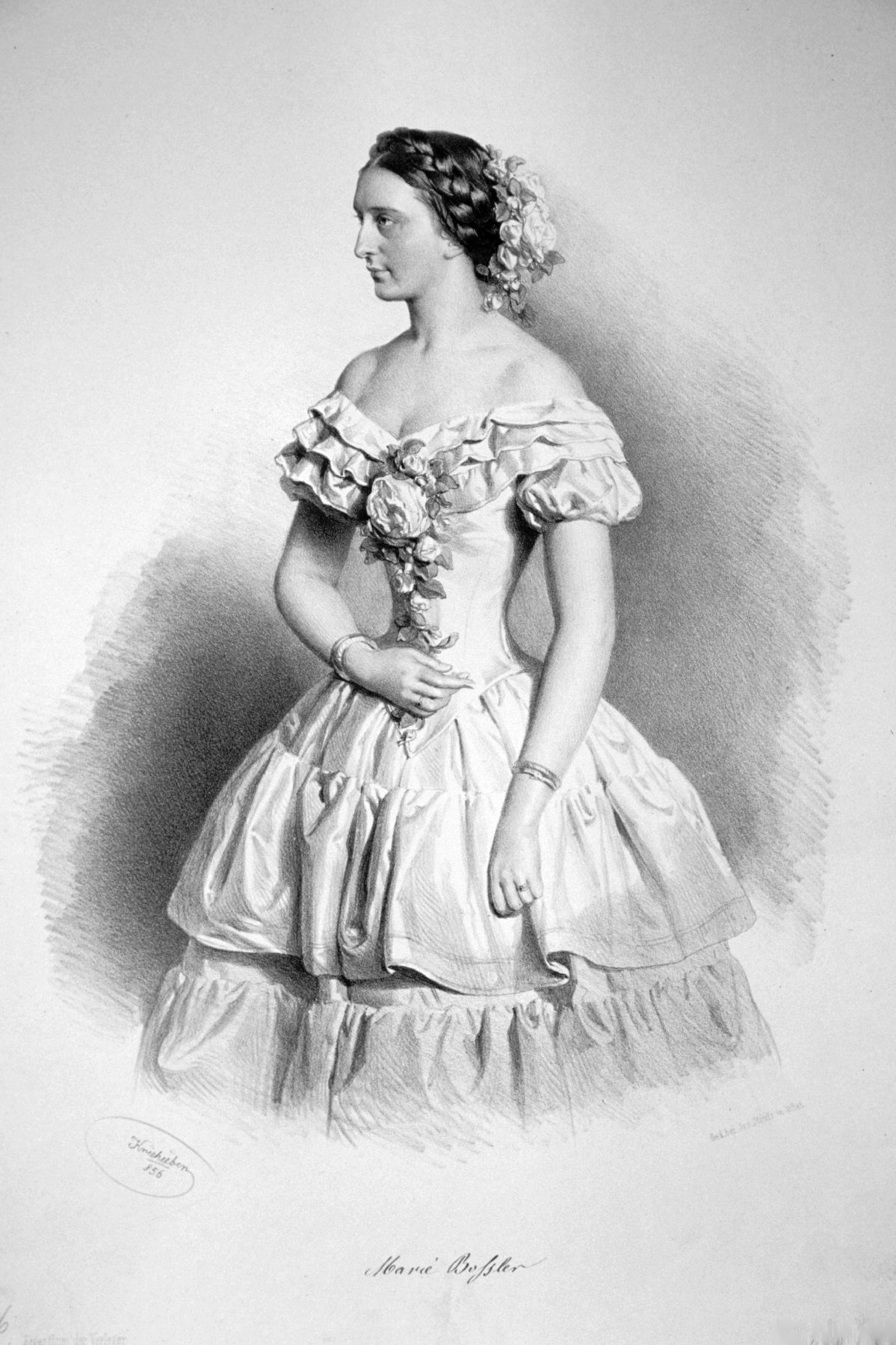
Marie Boßler, Lithographie von Josef Kriehuber, 1856

Marie Boßler, auch Maria, verheiratete Marie von Bruck (17. August 1833 in Bleicherode – 9. Jänner, nach anderen Quellen 10. Jänner 1919 in Graz) war eine deutsch-österreichische Theaterschauspielerin.

## Leben
Boßlers Eltern gehörten beide dem Schauspielerstande an und hatten nichts dagegen, dass die Kleine schon frühzeitig in Kinderrollen auftrat.
Ihr eigentliches Debüt fand im Jahre 1849 in Düsseldorf als „Käthchen“ in Der Pfarrherr statt, worauf sie Engagements in Mainz, dann in Erfurt und Hamburg fand. Während ihres Wirkens in der letztgenannten Stadt – sie fühlte sich noch immer als Anfängerin – nahm sie Unterricht bei Adele Peroni-Glasbrenner, der sie eigentlich ihre höhere dramatische Ausbildung verdankte.
1854 holte Heinrich Laube, der sie auch entdeckt hatte, die junge Schauspielerin ans Burgtheater in Wien. Dort debütierte sie als „Jolanthe“ in König Renés Tochter und „Julie“ in Bekenntnisse. An der Burg verblieb sie sieben Jahre, wo sie unter anderem als Königin Elisabeth von Valois in Schillers Trauerspiel Don Karlos auftrat. Am 12. Oktober 1861 betrat sie zum letzten Mal als Hedwig in dem Lustspiel Der Ball zu Ellerbrunn die Bühne, verheiratete sich am 19. Oktober mit Friedrich von Bruck, dem zweitjüngsten Sohn des ehemaligen Finanzministers Karl Ludwig von Bruck, und nahm Abschied von der Bühne.
Boßler vertrat das Rollenfach der „Naiven“ und „Sentimentalen Liebhaberin“. In zahlreichen Rollen als Liebhaberin und Salondame, vor allem in den Lustspielen Bauernfelds, zeigte sie hervorragende Leistungen. Sie spielte auch die Titelrolle in dem Lustspiel Gänschen von Buchenau (nach Bayard von W. Friedrich).
Ihren Ruhestand verlebte sie in Graz, wo sie auch starb.